# Майдан (Львовский район)
Майда́н (укр. Майда́н) — село в Жолковской городской общине Львовского района Львовской области Украины.
Население по переписи 2001 года составляло 159 человек. Занимает площадь 0.81 км². Почтовый индекс — 80352. Телефонный код — 3252.